# Kapiza-Goldmedaille
Die Kapiza-Goldmedaille (russisch Золотая медаль имени П.Л. Капицы)  wurde nach dem russischen Physiker Pjotr Leonidowitsch Kapiza benannt. Seit 1994 wird sie alle fünf Jahre von der Russischen Akademie der Wissenschaften an russische oder ausländische Wissenschaftler für herausragende Leistungen in der Physik verliehen.

## Preisträger
- 1994 Olli Lounasmaa (Tieftemperaturphysik)
- 1999 Alexander Fjodorowitsch Andrejew (Tieftemperaturphysik)
- 2004 Alexander Nikolajewitsch Skrinski (Experimentelle Teilchenphysik)
- 2009 Wsewolod Felixowitsch Gantmacher (Tieftemperaturphysik)
- 2014 Sergei Michailowitsch Stischow (Physik hoher Drücke)
- 2019 Wladimir Wladimirowitsch Dmitrijew (Suprafluidität)
- 2024 Wladimir Moissejewitsch Pudalow (elektronische Systeme)[1]